# The Cinematics
The Cinematics waren eine vierköpfige britische Indie-/Alternative-Rock-Band aus Glasgow (Schottland).

## Bandgeschichte
Die Band wurde 2003 in Glasgow gegründet. Nachdem sie bei einem Auftritt in Manchester entdeckt wurden, unterschrieben sie 2005 einen Plattenvertrag beim amerikanischen Label TVT Records. Über dieses veröffentlichte die Band im Oktober des gleichen Jahres auch die erste Single Chase. Erste Aufmerksamkeit in Europa, insbesondere Deutschland, konnte die Band 2006 erreichen, als sie als Support mit Snow Patrol tourten.
Ende 2006 veröffentlichten sie die zweite Single Break.
Zusammen mit Simon Barnicott (der u. a. für Arctic Monkeys, Kasabian, Editors und Kaiser Chiefs produzierte) und Stephen Hague (u. a. New Order, Blur und Pet Shop Boys), produzierte die Band das Debütalbum A Strange Education, welches im März 2007 erschien. Bereits im Vorfeld erschien im Februar die dritte Single Keep Forgetting.
Aufgrund des zunehmenden Erfolgs in Schottland und England, aber auch anderen europäischen Staaten und den USA, veröffentlichte die Band Ende 2007 exklusiv über iTunes eine Live Sessions EP. Im Frühjahr tourte die Band erstmals als Headliner in Deutschland.
Aufgrund der finanziellen Pleite wurde TVT Records im Februar 2008 eingestellt. Das Label The Orchard übernahm einen Großteil der Künstler, darunter auch The Cinematics, die noch heute dort unter Vertrag stehen.
Im September  2009 erschiena das von der Band selbst produzierte zweites Studioalbum Love And Terror. Dem Album ging die gleichnamige Single voraus, die im August veröffentlicht wurde. Als zweite Single wurde New Mexico ausgekoppelt.
Anfang 2010 tourte die Band wieder durch Europa und nahm dabei vier neue Songs auf (darunter eine Liveaufnahme aus Dresden), die zusammen mit dem Song Japanese Snow Queen (welcher bereits im Vorfeld zum kostenlosen Download auf der eigenen Homepage angeboten wurde) Mitte Mai auf der Silent Scream EP veröffentlicht wurden. Die erste Single dieser EP wurde bereits einige Tage früher veröffentlicht und trägt den Titel Guernica. Weiterhin wurde über die MySpace-Seite verkündet, dass die Aufnahmen für das dritte Studioalbum im Sommer in Berlin stattfinden würden. Dieses Album sollte den deutschen Titel Kino tragen (im Bezug zum englischen Bandnamen), wurde aber nicht fertiggestellt.
Im Januar 2011 bewarb die Band das zuvor neugegründete Nebenprojekt des Gitarristen Larry Reid und Bassisten Adam Goemans Laurence and the Slab Boys. Kurz darauf gab Larry Reid in einem im Juli 2011 veröffentlichten Interview bekannt, dass die Band sich ohne offizielle Nennung von Gründen aufgelöst habe, was die Band im November 2011 bestätigte. Als Geschenk an die Fans wurde der Song Nausea zum kostenlosen Download angeboten. Dieser war ursprünglich als Opener für das kommende Album geplant und ist zudem die letzte gemeinsame Aufnahme der Band.

## Stil
Die Band selbst bezeichnete ihren Stil als Alternative Rock bzw. Indie-Rock'n'Roll. Viele Songs erinnern jedoch auch an Post-Punk, Psychedelic Rock und New Wave.
Auf ihrer Facebook-Seite wird der Stil folgendermaßen beschrieben: „The Cinematics are an indie rock and roll band from Scotland. They use echoing, buzz-saw guitars, analogue synth-lines and disco-funk rhythms to paint sonic pictures of their violent dreams.“

## Diskografie

### Alben
- A Strange Education (März 2007)
- Love and Terror (September/Oktober 2009)

### Singles
- Chase (Oktober 2005)
- Break (November 2006)
- Keep Forgetting (Februar 2007)
- Love And Terror (August 2009)
- New Mexico (September 2009)
- Guernica (Mai 2010)

### EPs
- Live Sessions EP  (Dezember 2007)  (exklusiver iTunes Download)
- Silent Scream EP (Mai 2010)